# Tricentrus fuscoapicalis
Tricentrus fuscoapicalis är en insektsart som beskrevs av Kato 1928. Tricentrus fuscoapicalis ingår i släktet Tricentrus och familjen hornstritar. Inga underarter finns listade i Catalogue of Life.